# Buchov (tvrz)
Tvrz Buchov je zaniklá tvrz v osadě Buchov jihovýchodně od Votic v okrese Benešov. Založena byla ve druhé polovině čtrnáctého století jako sídlo vladyckého rodu Buchovců z Buchova a zanikla požárem okolo poloviny patnáctého století. Dochované tvrziště je chráněno jako kulturní památka.

## Historie
Tvrz byla založena nejspíše ve druhé polovině čtrnáctého století příslušníky vladyckého rodu Buchovců z Buchova. Jejich předkem byl Mareš z Buchova připomínaný roku 1368. Po něm se majitelem vsi stal Jan z Buchova a v letech 1387 a 1412 se v pramenech objevuje Zbyněk z Buchova. Jeho synovec Jan Zbyněk z Buchova byl během husitských válek táborským hejtmanem a později jedním ze zemských správců. Posledním příslušníkem rodu v Buchově byl Mikuláš, naposledy zmíněný roku 1455, jehož potomci přesídlili do východních Čech. Tvrz zanikla během husitských válek nebo krátce po nich. V šestnáctém století na místě zaniklého poplužního dvora vznikl svobodný statek.

## Stavební podoba
Jádrem tvrze byl okrouhlý ostrov s průměrem asi dvanáct metrů v Buchovském rybníku. Podle terénních náznaků na něm stála jediná stavba s rozměry 8 × 8 metrů. Nejsou patrné žádné pozůstatky zděných konstrukcí a vzhledem k nálezům propálené mazanice měla budova dřevěné přízemí, hrázděné patro a zanikla požárem. Areál tvrze zasahoval také na sousední pozemky, na kterých stával poplužní dvůr. Jeho součástí mohla být hlavní obytná budova tvrze a věžovitá stavba na ostrůvku by potom nejspíše plnila funkci útočiště v době nebezpečí.